# Basketbal na Letních olympijských hrách 1984
Basketbal na Letních olympijských hrách 1984 probíhal na stadionu The Forum v Inglewoodu.

## Turnaj mužů
| Zlato   | Spojené státy americké (USA) |
| Stříbro | Španělsko (ESP)              |
| Bronz   | Jugoslávie (YUG)             |

Turnaj se odehrál v rámci XXIII. olympijské hry ve dnech 29. 7.-10. 8. 1984 v Los Angeles.
Turnaje se zúčastnilo 12 mužstev, rozdělených do dvou šestičlenných skupin ze, z nichž první čtyři postoupily do play off, kde se hrálo o medaile. Týmy, které skončily ve skupině na pátém a šestém místě, hrály o 9. - 12. místo. Olympijským vítězem se stalo mužstvo USA. Turnaj se odehrál ve městě Inglewood, které je součástí aglomerace Los Angeles.

### Skupina A
|    |            | YUG    | ITA    | AUS   | GER   | BRA   | EGY    | V | P | Skóre   | B  |
| 1. | Jugoslávie | ***    | 69:65  | 94:64 | 96:83 | 98:85 | 100:69 | 5 | 0 | 457:366 | 10 |
| 2. | Itálie     | 65:69  | ***    | 93:82 | 80:72 | 89:78 | 110:62 | 4 | 1 | 437:363 | 9  |
| 3. | Austrálie  | 64:94  | 82:93  | ***   | 67:66 | 76:72 | 94:78  | 3 | 2 | 383:403 | 8  |
| 4. | SRN        | 83:96  | 72:80  | 66:67 | ***   | 78:75 | 85:58  | 2 | 3 | 384:376 | 7  |
| 5. | Brazílie   | 85:98  | 78:89  | 72:76 | 75:78 | ***   | 91:82  | 1 | 4 | 401:423 | 6  |
| 6. | Egypt      | 69:100 | 62:110 | 78:94 | 58:85 | 82:91 | ***    | 0 | 5 | 349:480 | 5  |

 Itálie -  Egypt 110:62 (56:31)
29. července 1984 (11:00) – Inglewood
 Jugoslávie -  SRN 96:83 (49:41)
29. července 1984 (14:30) – Inglewood
 Austrálie -  Brazílie 76:72 (34:38)
29. července 1984 (20:00) – Inglewood
 Itálie -  SRN 80:72 (33:39)
30. července 1984 (11:00) – Inglewood
 Brazílie -  Egypt 91:82 (45:43)
30. července 1984 (16:30) – Inglewood
 Jugoslávie -  Austrálie 94:64 (39:28)
30. července 1984 (20:00) – Inglewood
 Austrálie -  SRN 67:66 (31:38)
1. srpna 1984 (9:00) – Inglewood
 Jugoslávie -  Egypt 100:69 (56:31)
1. srpna 1984 (14:30) – Inglewood
 Itálie -  Brazílie 89:78 (43:44)
1. srpna 1984 (20:00) – Inglewood
 SRN -  Egypt 85:58 (40:24)
2. srpna 1984 (11:00) – Inglewood
 Jugoslávie -  Brazílie 98:85 (55:50)
2. srpna 1984 (16:30) – Inglewood
 Itálie -  Austrálie 93:82 (48:48)
2. srpna 1984 (22:00) – Inglewood
 Austrálie -  Egypt 94:78 (38:37)
4. srpna 1984 (9:00) – Inglewood
 SRN -  Brazílie 78:75 (41:37)
4. srpna 1984 (14:30) – Inglewood
 Jugoslávie -  Itálie 69:65 (34:28)
4. srpna 1984 (20:00) – Inglewood

### Skupina B
|    |           | USA    | ESP    | CAN    | URU    | CHN    | FRA    | V | P | Skóre   | B  |
| 1. | USA       | ***    | 101:68 | 89:68  | 104:68 | 97:49  | 120:62 | 5 | 0 | 511:315 | 10 |
| 2. | Španělsko | 68:101 | ***    | 83:82  | 107:90 | 102:83 | 97:82  | 4 | 1 | 457:438 | 9  |
| 3. | Kanada    | 68:89  | 82:83  | ***    | 95:80  | 121:81 | 96:69  | 3 | 2 | 462:401 | 8  |
| 4. | Uruguay   | 68:104 | 90:107 | 80:95  | ***    | 74:67  | 91:87  | 2 | 3 | 403:460 | 7  |
| 5. | Čína      | 49:97  | 83:102 | 81:121 | 67:74  | ***    | 85:83  | 1 | 4 | 364:477 | 6  |
| 6. | Francie   | 62:120 | 82:97  | 69:96  | 87:91  | 83:85  | ***    | 0 | 5 | 383:489 | 5  |

 Uruguay -  Francie 91:87 (35:41)
29. července 1984 (11:00) – Inglewood
 USA -  Čína 97:49 (50:29)
29. července 1984 (16:30) – Inglewood
 Španělsko -  Kanada 83:82 (45:40)
29. července 1984 (22:00) – Inglewood
 Čína -  Francie 85:83 (48:39)
31. července 1984 (11:00) – Inglewood
 USA -  Kanada 89:68 (43:28)
31. července 1984 (16:30) – Inglewood
 Španělsko -  Uruguay 107:90 (58:43)
31. července 1984 (22:00) – Inglewood
 Kanada -  Čína 121:80 59:32)
1. srpna 1984 (11:00) – Inglewood
 USA -  Uruguay 104:68 58:37)
1. srpna 1984 (16:30) – Inglewood
 Španělsko -  Francie 97:82 (58:47)
1. srpna 1984 (22:00) – Inglewood
 Španělsko -  Čína 102:83 (50:38)
3. srpna 1984 (11:00) – Inglewood
 USA -  Francie 120:62 (57:25)
3. srpna 1984 (16:30) – Inglewood
 Kanada -  Uruguay 95:80 (46:47)
3. srpna 1984 (22:00) – Inglewood
 USA -  Španělsko 101:68 (48:41)
4. srpna 1984 (11:00) – Inglewood
 Kanada -  Francie 96:69 (40:31)
4. srpna 1984 (16:30) – Inglewood
 Uruguay -  Čína 74:67 (37:24)
4. srpna 1984 (22:00) – Inglewood

### Čtvrtfinále
Kanada -  Itálie 78:72 (37:43)
6. srpna 1984 (10:00) – Inglewood
 Jugoslávie -  Uruguay 110:82 (53:38)
6. srpna 1984 (12:00) – Inglewood
 Španělsko -  Austrálie 101:93 (45:38)
6. srpna 1984 (17:00) – Inglewood
 USA -  SRN 78:67 (46:32)
6. srpna 1984 (19:00) – Inglewood

### Semifinále
Španělsko -  Jugoslávie 74:61 (35:40)
8. srpna 1984 (15:00) – Inglewood
 USA -  Kanada 78:59 (43:26)
8. srpna 1984 (19:00) – Inglewood

### Finále
USA -  Španělsko 96:65 (52:29)
10. srpna 1984 (19:00) – Inglewood

### O 3. místo
Jugoslávie -  Kanada 88:82 (44:38)
10. srpna 1984 (19:00) – Inglewood

### O 5. - 8. místo
Uruguay -  Austrálie 101:95 (40:41)
8. srpna 1984 (9:00) – Inglewood
 Itálie -  SRN 98:71 (45:35)
8. srpna 1984 (11:00) – Inglewood

### O 5. místo
Itálie -  Uruguay 111:102 (55:43)
10. srpna 1984 (12:00) – Inglewood

### O 7. místo
Austrálie -  SRN 83:76 (46:42)
10. srpna 1984 (10:00) – Inglewood

### O 9. - 12. místo
Brazílie -  Francie 100:86 (63:53)
5. srpna 1984 (14:30) – Inglewood
 Čína -  Egypt 76:73 (40:39)
5. srpna 1984 (20:30) – Inglewood

### O 9. místo
Brazílie -  Čína 86:76 (42:40)
9. srpna 1984 (12:00) – Inglewood

### O 11. místo
Francie -  Egypt 102:78 (51:40)
9. srpna 1984 (10:00) – Inglewood

### Soupisky
1.  USA
| - Steve Alford - Patrick Ewing - Vern Fleming - Michael Jordan | - Joe Kleine - Jon Koncak - Chris Mullin - Sam Perkins | - Alvin Robertson - Wayman Tisdale - Jeff Turner - Leon Wood |

2.  Španělsko
| - José Manuel Beiran - José Luis Llorente - Fernando Arcega - José Maria Margall | - Andrés Jiménez - Fernando Romay - Fernando Martín - Juan Antonio Corbalán | - Ignacio Solozábal - Juan Domingo De la Cruz - José Manuel López - Juan Antonio San Epifanio |

3.  Jugoslávie
| - Dražen Petrović - Aleksandar Petrovic - Nebojsa Zorkic - Rajko Zizic | - Ivan Sunara - Emir Mutapcic - Sabit Hadzic - Andro Knego | - Ratko Radovanovic - Mihovil Nakic-Vojnovic - Dražen Dalipagić - Branko Vukicevic |

### Konečné pořadí (muži)
| XXIII. | Olympijské hry | Z | V | P | Skóre    | B  |
| ------ | -------------- | - | - | - | -------- | -- |
| 1.     | USA            | 8 | 8 | 0 | 763: 506 | 16 |
| 2.     | Španělsko      | 8 | 6 | 2 | 697: 688 | 14 |
| 3.     | Jugoslávie     | 8 | 7 | 1 | 716: 604 | 15 |
| 4.     | Kanada         | 8 | 4 | 4 | 681: 639 | 12 |
| 5.     | Itálie         | 8 | 6 | 2 | 718: 614 | 14 |
| 6.     | Uruguay        | 8 | 3 | 5 | 688: 747 | 11 |
| 7.     | Austrálie      | 8 | 4 | 4 | 625: 681 | 12 |
| 8.     | NSR            | 8 | 2 | 6 | 598: 635 | 10 |
| 9.     | Brazílie       | 7 | 3 | 4 | 587: 585 | 10 |
| 10.    | Čína           | 7 | 2 | 5 | 516: 636 | 9  |
| 11.    | Francie        | 7 | 1 | 6 | 571: 667 | 8  |
| 12.    | Egypt          | 7 | 0 | 7 | 500: 658 | 7  |

## Turnaj žen
| Zlato   | Spojené státy americké (USA) |
| Stříbro | Jižní Korea (KOR)            |
| Bronz   | Čína (CHN)                   |

Turnaj se odehrál v rámci XXIII. olympijské hry ve dnech 29. 7.-10. 8. 1984 v Los Angeles.
Turnaje se zúčastnilo 6 družstev. Turnaj se odehrál v jedné skupině systémem každý s každým. První dva týmy postoupily do finále, týmy na třetím a čtvrtém místě hrály o třetí místo. Olympijským vítězem se stalo družstvo Spojených států. Turnaj se odehrál ve městě Inglewood, které je součástí aglomerace Los Angeles.
|    |             | USA   | KOR   | CAN   | CHN   | AUS   | YUG   | V | P | Skóre   | B  |
| 1. | USA         | 84:47 | ***   | 92:61 | 91:55 | 81:47 | 83:55 | 5 | 0 | 431:265 | 10 |
| 2. | Jižní Korea | 84:47 | ***   | 67:62 | 69:56 | 54:48 | 55:52 | 4 | 1 | 329:265 | 9  |
| 3. | Kanada      | 61:92 | 62:67 | ***   | 66:61 | 56:46 | 68:69 | 2 | 3 | 313:335 | 7  |
| 4. | Čína        | 55:91 | 56:69 | 61:66 | ***   | 67:64 | 79:58 | 2 | 3 | 318:348 | 7  |
| 5. | Austrálie   | 47:81 | 48:54 | 46:56 | 64:67 | ***   | 62:59 | 1 | 4 | 267:317 | 6  |
| 6. | Jugoslávie  | 55:83 | 52:55 | 69:68 | 58:79 | 59:62 | ***   | 1 | 4 | 293:347 | 6  |

 USA -  Jugoslávie 83:55 (43:29)
30. července 1984 (9:00) – Inglewood
 Čína -  Austrálie 67:64 (28:22)
30. července 1984 (14:30) – Inglewood
 Jižní Korea -  Kanada 67:62 (34:32)
30. července 1984 (20:00) – Inglewood
 USA -  Austrálie 81:47 (51:28)
31. července 1984 (9:00) – Inglewood
 Jižní Korea -  Jugoslávie 55:52 (27:24)
31. července 1984 (14:30) – Inglewood
 Kanada -  Čína 66:61 (35:33)
31. července 1984 (20:00) – Inglewood
 Kanada -  Austrálie 56:45 (30:18)
2. srpna 1984 (9:00) – Inglewood
 USA -  Jižní Korea 84:47 (40:20)
2. srpna 1984 (14:30) – Inglewood
 Čína -  Jugoslávie 79:58 (34:28)
2. srpna 1984 (20:00) – Inglewood
 Jižní Korea -  Austrálie 54:48 (29:16)
3. srpna 1984 (9:00) – Inglewood
 Jugoslávie -  Kanada 69:68 (34:33)
3. srpna 1984 (14:30) – Inglewood
 USA -  Čína 91:55 (38:26)
3. srpna 1984 (20:00) – Inglewood
 Jižní Korea -  Čína 69:56 (34:25)
5. srpna 1984 (9:00) – Inglewood
 USA -  Kanada 92:61 (41:31)
5. srpna 1984 (11:00) – Inglewood
 Austrálie -  Jugoslávie 62:59 (25:31)
5. srpna 1984 (18:30) – Inglewood

### Finále
USA -  Jižní Korea 85:55 (42:27)
7. srpna 1984 (19:00) – Inglewood

### O 3. místo
Čína -  Kanada 62:57 (37:29)
7. srpna 1984 (17:00) – Inglewood

### Soupisky
1.  USA
| - Teresa Edwards - Lea Henry - Lynette Woodard - Anne Donovan | - Cathy Boswell - Cheryl Miller - Janice Lawrence - Cindy Noble | - Kim Mulkey - Denise Curry - Pamela McGee - Carol Menken-Schaudt |

2.  Jižní Korea
| - Choi Aei-young - Kim Eun-sook - Lee Hyung-sook - Choi Kyung-hee | - Lee Mi-ja - Moon Kyung-ja - Kim Hwa-soon - Jeong Myung-hee | - Kim Young-hee - Sung Jung-a - Park Chan-sook |

3.  Čína
| - Chen Yuefang - Li Xiaoqin - Ba Yan - Song Xiaobo | - Qui Chen - Wang Jun - Xiu Lijuan - Zheng Haixia | - Cong Xuedi - Zhang Hui - Liu Qing - Zhang Yueqin |

### Konečné pořadí (ženy)
| XXIII. | Olympijské hry | Z | V | P | Skóre    | B  |
| ------ | -------------- | - | - | - | -------- | -- |
| 1.     | USA            | 6 | 6 | 0 | 516: 320 | 12 |
| 2.     | Jižní Korea    | 6 | 4 | 2 | 347: 387 | 10 |
| 3.     | Čína           | 6 | 3 | 3 | 380: 405 | 9  |
| 4.     | Kanada         | 6 | 2 | 4 | 370: 396 | 8  |
| 5.     | Austrálie      | 5 | 1 | 4 | 266: 317 | 6  |
| 6.     | Jugoslávie     | 5 | 1 | 4 | 293: 347 | 6  |